# Толчиф, Мария
Эли́забет Мэ́ри Тол Чиф (англ. Elizabeth Marie Tallchief; 24 января 1925[…], Фаирфакс, Оклахома — 11 апреля 2013[…], Чикаго, Иллинойс) — первая американская прима-балерина, первый представитель индейцев — балерина. Одна из так называемых «пяти лун». Считается, что произвела революцию в балете. Старшая сестра балерины Марджори Толчиф, третья супруга Джорджа Баланчина.

## Биография
Её отец (Александр Джозеф Тол Чиф) являлся вождём осейджи, а предки матери (Рут Портер) были шотландских и ирландской кровей. Фамилия на русский язык переводится как «Вождь высокого роста». Родные и друзья называли её «Бетти Мэри» (Betty Marie). Родители познакомились когда мать Мэри посещала свою сестру, которая работала экономкой у матери Александра Джозефа.
Тол Чиф танцевала почти с самого рождения — уже в возрасте трёх лет она ходила на танцевальные занятия. Когда ей исполнилось восемь, семья переехала в Лос-Анджелес, Калифорния, где у сестёр было больше возможностей для занятий танцем. В 17 лет в поисках ангажемента она переехала в Нью-Йорк, где по настоянию работодателей взяла псевдоним «Мария Толчиф» (Maria Tallchief). В течение пяти лет Толчиф танцевала в компании «Русский балет Монте-Карло» (1942—1947), где она познакомилась с Джорджем Баланчиным и вышла за него замуж. Когда Баланчин стал балетмейстером собственной труппы, Толчиф стала одной из основных её солисток. Она покинула компанию в 1956 году вскоре после развода с ним.
Страстная манера танца Толчиф удачно сочеталась с виртуозной хореографией Баланчина, наполненной техническими сложностями. Известность балерине принесла главная партия в балете «Жар-птица» (1949). Другой удачной партией стала Фея Драже в «Щелкунчике». Она объездила весь мир, став первой гражданкой США, выступившей в Большом театре, регулярно выступала на американском телевидении. После завершения исполнительской карьеры в 1966 году Мария Толчиф принимала активное участие в развитии балета в Чикаго: в 1974 она основала труппу Чикагского городского балета, которая первоначально функционировала в составе Лирической Оперы, а затем, в 1981 году, стала самостоятельной компанией.
В Оклахоме установлено несколько статуй балерины. Она стала членом американского Национального зала славы женщин и получила Национальную медаль за вклад в искусство. В 1996 году Толчиф получила награду Центра Кеннеди. Её жизнь была предметом нескольких документальных фильмов и биографий.

## Карьера

### Начало карьеры
Окончила среднюю школу в Беверли-Хиллз в 1942 году. В 17 лет отправилась в Нью-Йорк и начала выступать в труппе Сержа Денхема. Её первое выступление было в Парижском веселье.
За первые два месяца работы в Русском балете Монте-Карло она выступила в семи различных балетах.

### Эра Баланчина
Весной 1944 года балет Русский балет Монте-Карло нанял известного балетмейстера Джорджа Баланчина для работы над новым спектаклем «Песня Норвегии». Этот шаг станет поворотным моментом в её карьере и карьере Баланчина.
Баланчин задействовал её в важных ролях. В Danses Concertantes она была частью джазового па-де-труа, в Bourgeois Gentilhomme у неё было па-де-де с Юреком Лазовским. 16 августа 1946 года Баланчин и Мария поженились. Когда её контракт истек, она присоединилась к Баланчину, который был во Франции в качестве приглашенного хореографа в Балетной труппы Парижской Оперы.

### Нью-Йорк Сити балет
В 1946 году Баланчин объединился с меценатом Линкольном Кирстейном, чтобы основать балетное общество, которое является прямым предвестником Нью-Йорк Сити балет. У неё оставалось шесть месяцев до истечения контракта с Русским балетом Монте-Карло, поэтому она оставалась в труппе до 1947 года.
Когда супруги вернулись в США, она быстро стала одной из первых звезд и первой примой-балериной Нью-Йорк Сити балета, который открылся в октябре 1948 года.

## Репертуар
- 27 ноября 1949 — Жар-птица*, «Жар-птица» Джорджа Баланчина (Иван-царевич — Франсиско Монсьон)

(*) — первая исполнительница партии.

## Комментарии
1. ↑  Имя на языке оседжи в написании латиницей: Ki He Kah Stah Tsa. Dance Magazine 1960 Award Winners: Maria Tallchief". Dance Magazine (April 1961)